# Cantón de Herzegovina Occidental
El cantón de Herzegovina Occidental (en bosnio: Zapadno-hercegovačka kanton; en croata: Zapadno-hercegovačka županija) es uno de los 10 cantones en que se divide la  Federación de Bosnia-Herzegovina, en Bosnia y Herzegovina. Está situado en el suroeste del país. El centro del gobierno del cantón es la localidad de Široki Brijeg. El cantón tiene una extensión de 1.362 km² y una población de 81.707 habitantes en 2009, de mayoría croata.

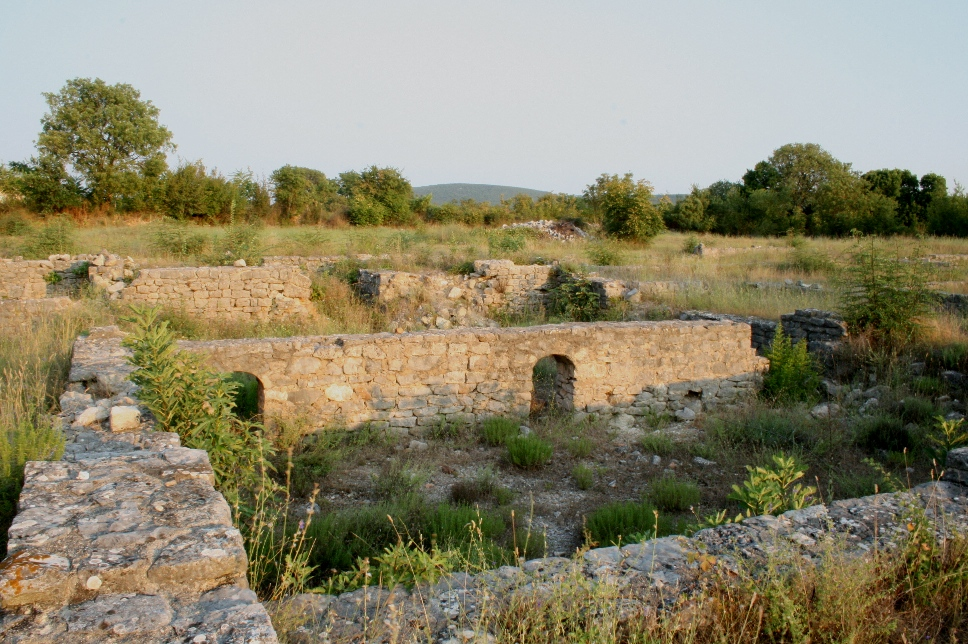
Ruinas de un antiguo fuerte que data del Periodo Romano, en Humac

## Historia
La mayor parte del actual cantón de Herzegovina Occidental formaba parte de Zachlumia, el principado medieval eslavo del sur. En el siglo XV pasó a formar parte del Ducado de San Sava bajo el mando de Stjepan Vukčić Kosača, que se autoproclamó herzog (duque), dando así el nombre a toda la región: Herzegovina. El Imperio Otomano conquistó Herzegovina en 1483, cuando el territorio del Cantón de Herzegovina Occidental pasó a formar parte del Sanjak de Herzegovina. En 1833 el Sanjak de Herzegovina se hizo más autónomo bajo Ali-paša Rizvanbegović, que se convirtió en pachá del Eyalet de Herzegovina, sin embargo, tras su muerte, Herzegovina volvió a ser un sanjak. En 1878 todo el territorio fue ocupado y más tarde, en 1908, anexionado por el Imperio de Austria-Hungría, que lo mantuvo hasta 1918 cuando finalizó la Primera Guerra Mundial. Durante ese tiempo, el territorio del Cantón de Herzegovina Occidental formó parte del Distrito de Mostar en el Condominio de Bosnia y Herzegovina.
Tras la caída de Austria-Hungría y la creación del Reino de los Serbios, Croatas y Eslovenos, el territorio del Cantón de Herzegovina Occidental siguió formando parte del Distrito de Mostar. Sin embargo, con la creación de las banovinas en 1929, el territorio pasó a formar parte de la Banovina del Litoral, y en 1939 se incorporó a la Banovina de Croacia, donde permaneció de iure hasta 1943.
Durante la Segunda Guerra Mundial, el territorio del Cantón de Herzegovina Occidental pasó a formar parte del Estado Independiente de Croacia, un estado títere afiliado a la Alemania Nazi creado en abril de 1941. Administrativamente, formaba parte del Condado de Hum, cuya capital era Mostar. El estado títere se derrumbó en mayo de 1945.
Los partisanos yugoslavos formaron la República Popular de Bosnia-Herzegovina (más tarde rebautizada como República Socialista), como unidad federal de Yugoslavia, de la que también formó parte el territorio del Cantón de Herzegovina Occidental. Sin embargo, en el proceso de colapso del régimen comunista, los croatas étnicos formaron la Comunidad Croata de Herzeg-Bosnia, que abarcaba todos los municipios de mayoría croata de Bosnia y Herzegovina, incluidos los del Cantón de Herzegovina Occidental.
En el transcurso de la guerra de Bosnia, la Comunidad Croata de Herzeg-Bosnia se proclamó república en 1993. Al año siguiente, en 1994, pasó a formar parte de la Federación Croata-Bosnia de Bosnia y Herzegovina, lo que condujo a la formación de diez cantones en junio de 1996, incluido el Cantón de Herzegovina Occidental.

## Geografía
Herzegovina Occidental ocupa 1.362 km² y está formado por cuatro municipios. Junto al Cantón de Herzegovina-Neretva comparten la ciudad de Mostar, ocupando el sector oeste de dicha ciudad. En cuanto al relieve, el terreno es montañoso, caracterizado por el Carso, en la zona este se destaca el valle del Río Neretva compartido con el Cantón de Herzegovina-Neretva siendo el río Neretva límite natural entre ambos.
El cantón es una zona muy montañosa especialmente en Posušje (donde también se vuelve montañosa) y las partes del norte de Široki Brijeg. La región está entrelazada con campos kársticos con los que las montañas del oeste y norte de Herzegovina descienden hasta el mar. Dugo polje (1150 - 1250 m) es el primer escalón, seguido de Rakitno polje (870 - 910 m), Posuško polje (580 - 610 m), Bekijsko polje (260 - 300 m), Mostarsko blato (220 m) y Ljubuško polje (80 - 100 m) con el que finaliza el descenso. Los ríos Lištica y Tihaljina fluyen a través del oeste de Herzegovina, Ričina a veces fluye a través del campo Posusje y Ugrovača a través del campo Kočerin. El territorio en su conjunto pertenece a la cuenca del Neretva o al mar Adriático. Las montañas más altas son: Čvrsnica (municipio de Posušje), Čabulja (municipio de Široki Brijeg), Štitar (municipio de Posušje), Zavelim (municipio de Posušje), Kušanovac (municipio de Posušje) y (municipio de Široki Brijeg) y Radovanj ( Municipio de Posušje)

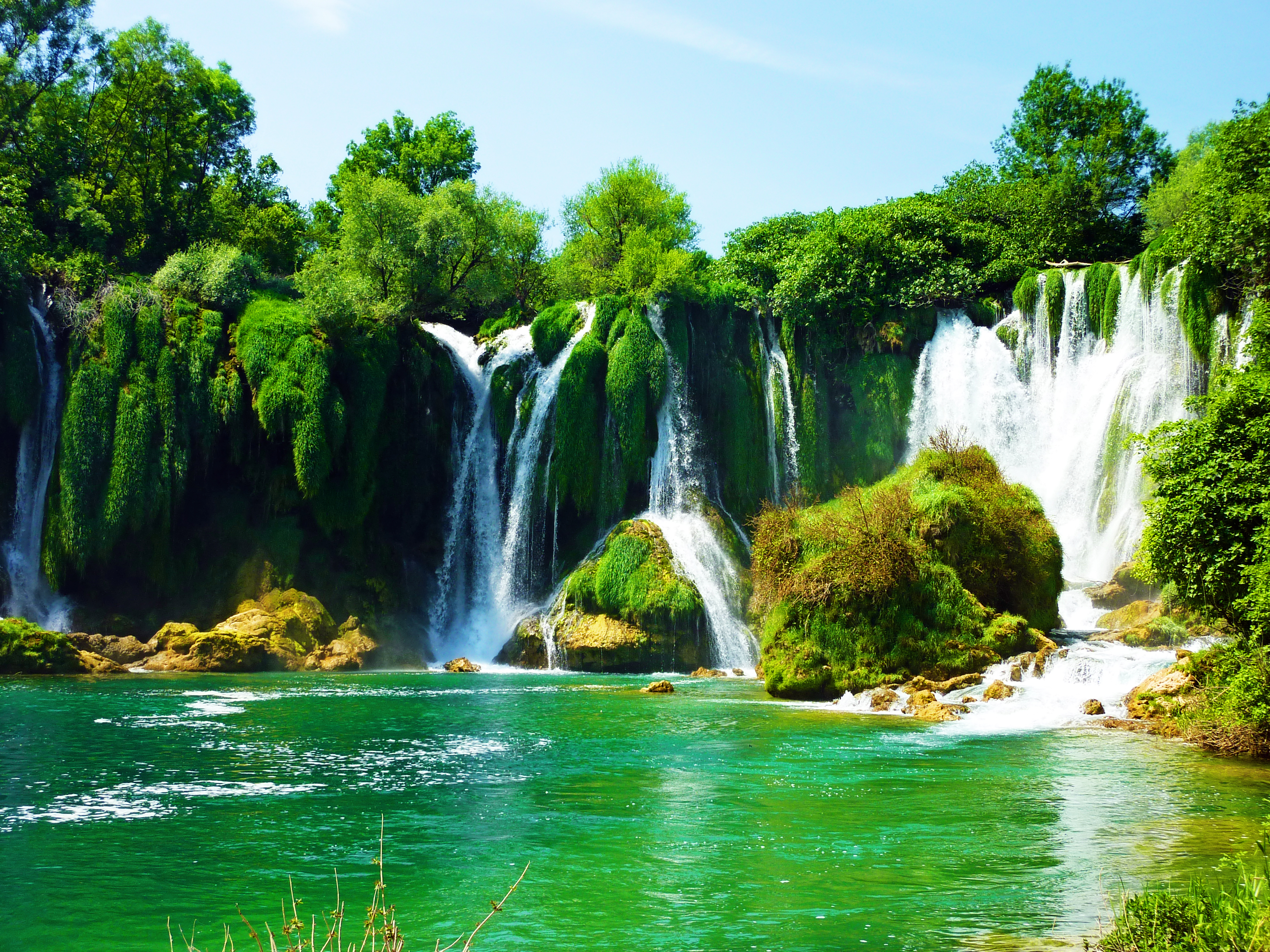
Cascadas de Kravice, Cantón de Herzegovina Occidental

### Clima
En todas las ciudades del cantón de Herzegovina occidental, prevalece el tipo de clima submediterráneo, excepto en Ljubuški, donde predomina el clima mediterráneo. Y también hay una diferencia importante entre el clima submediterráneo en Posušje y el clima submediterráneo en Široki Brijeg y Grude. En Posušje, las influencias de montaña y mediterráneas chocan, por lo que el clima submediterráneo en Posušje es más duro y cercano al clima templado de montaña que prevalece en el área de Tribistovo, Radovnje, etc. Los veranos en el oeste de Herzegovina son calurosos y las temperaturas superan los 35 grados. En invierno, la nieve tampoco es imposible en Ljubuški, pero es más frecuente y común en las ciudades más al norte, especialmente en Posušje, donde a veces cae profusamente y permanece durante mucho tiempo.

### Organización administrativa
Administrativamente, el cantón de Herzegovina Occidental se divide en 4 municipalidades:
- Grude.
- Široki Brijeg (capital).
- Ljubuški.
- Posušje.

## Demografía
Según el censo de 2013, el cantón de Herzegovina occidental tiene 94.989 habitantes (cuarto en FBiH), mientras que la densidad es de 69,7 habitantes / km² (quinto en FBiH).

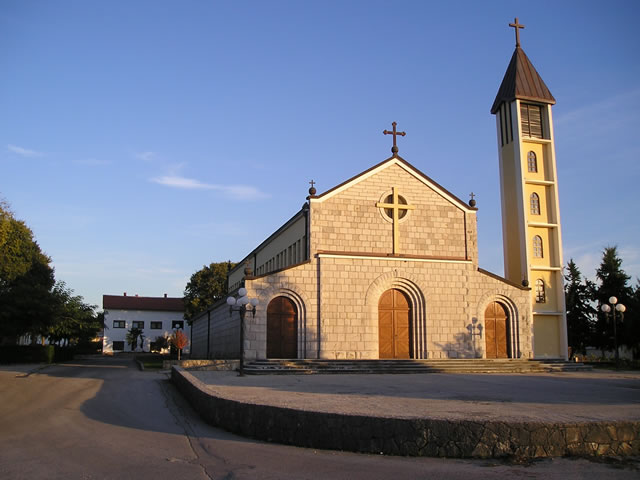
Iglesia católica de San Elias en Tihaljina, Grude. Aquí se conserva la mundialmente famosa estatua de Nuestra Señora de la Paz.

En 2016, la proporción de personas mayores de 65 años en la población total fue del 13,3%, la proporción del contingente de trabajo de la población fue del 66,7% y la proporción de personas de 0 a 14 años fue del 20%.
En 2013, el número total de hogares en el cantón de Herzegovina occidental era de 25 081 y el número medio de miembros en un hogar era de 3,77.
Según estos datos, el 96,8% de la población son croatas. La religión más dominante en el cantón es el cristianismo siendo la denominación más numerosa  el catolicismo. La minoría más significativa no cristiana son los musulmanes con el 1,8% de la población total. La mayoría de ellos estaban en Ljubuški.

## Economía
Las principales ventajas del desarrollo económico del Cantón de Herzegovina Occidental son su posición geográfica favorable pues está ubicado en el corredor paneuropeo 5C y la proximidad a Croacia, es decir, a la Unión Europea), muchos recursos naturales (fuentes de energía de viento y sol, y muchas bellezas naturales para el desarrollo del turismo) y el desarrollo agrícola.
El cantón de Herzegovina occidental es el segundo cantón más desarrollado de la Federación de Bosnia y Herzegovina. El PIB per cápita  según estimaciones de 2012, ascendió a 5826 KM, que en ese año representó el 83,2% del promedio de la Federación (7001 KM).

## Política y gobierno

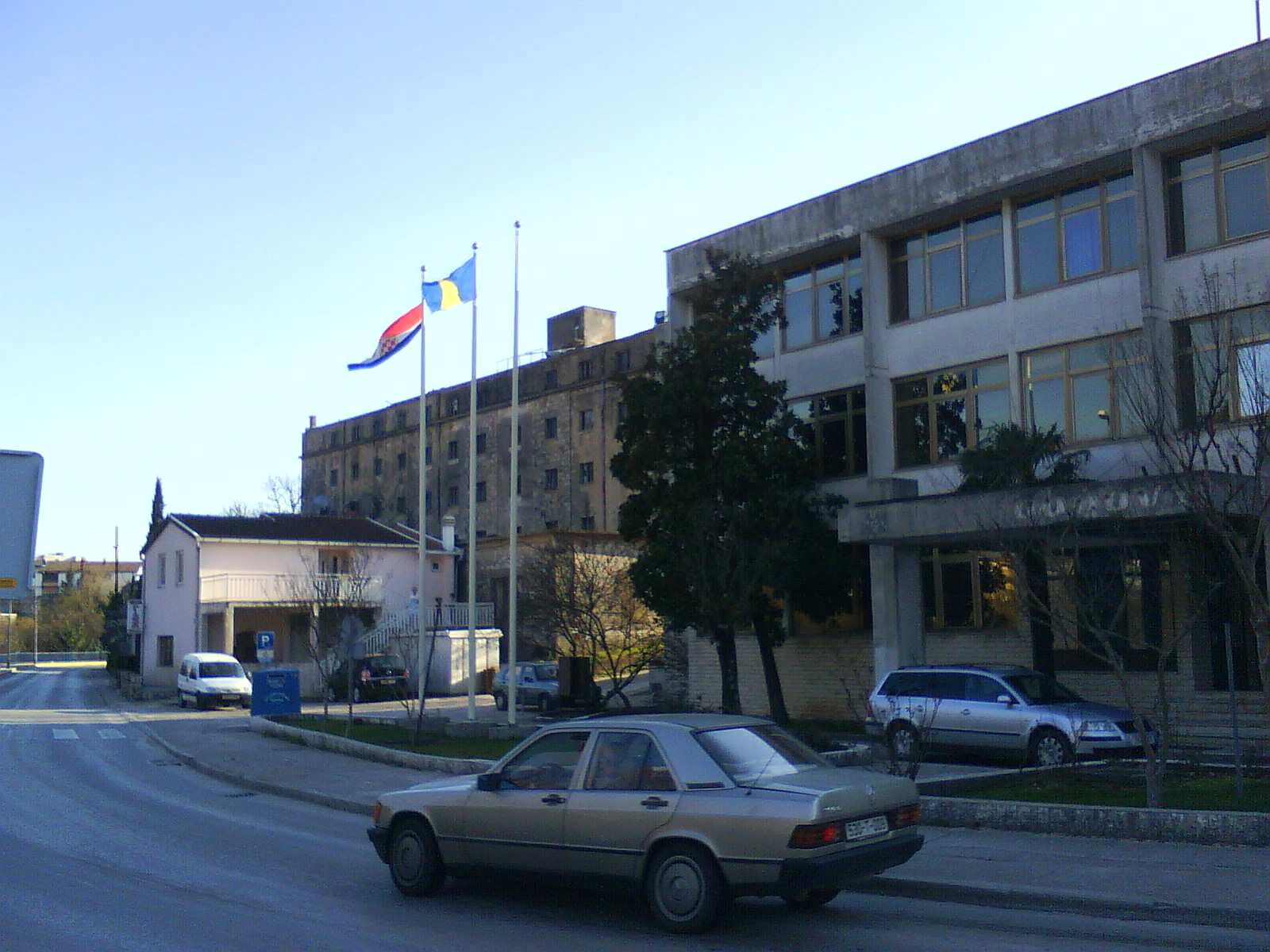
Sede del Gobierno local

### Asamblea
La Asamblea del Cantón de Herzegovina Occidental (en croata: Skupština Županije Zapadnohercegovačke) es el órgano legislativo o Parlamento del Cantón de Herzegovina Occidental, que actúa como órgano representativo unicameral de los ciudadanos del Cantón de Herzegovina Occidental. Cuenta con 23 representantes elegidos directamente en las elecciones generales de Bosnia. Los representantes tienen un mandato de cuatro años. La Asamblea promulga la Constitución local, las leyes y otros reglamentos y elige al Gobierno.

### Gobierno
El Gobierno del Cantón de Herzegovina Occidental (en croata: Vlada Županije Zapadnohercegovačke) está dirigido por el primer ministro, que tiene un adjunto, y consta de siete ministerios. Los ministerios tienen diferentes sedes, y cada municipio tiene dos ministerios, mientras que la capital, Široki Brijeg, es la sede del primer ministro.

## Cultura

### Símbolos
La bandera y el escudo de Herzegovina Occidental son los mismos de la desaparecida República Croata de Herzeg-Bosnia, efímera entidad que existió entre 1991 y 1994, al cual pertenecía. También otros Cantones de Bosnia y Herzegovina usan los mismos símbolos.